# Vuelta a Aragón
Vuelta a Aragón – wieloetapowy wyścig kolarski, rozgrywany w Hiszpanii we wspólnocie autonomicznej Aragonia. Zaliczany jest do cyklu UCI Europe Tour, w którym posiada kategorię 2.1.
Rekordzistą pod względem zwycięstw jest Włoch, Leonardo Piepoli, który trzykrotnie stawał na najwyższym stopniu podium.

## Lista zwycięzców
| Rok                      | Pierwsze                   | Drugie                  | Trzecie                    |
| ------------------------ | -------------------------- | ----------------------- | -------------------------- |
| 1939                     | Francisco Antonio Andrés   | Fermín Trueba           | Antonio Escuriet           |
| 1940-1953 nie rozgrywano |                            |                         |                            |
| 1954                     | Francesc Alomar            | Jesús Loroño            | Miguel Poblet              |
| 1955-1964 nie rozgrywano |                            |                         |                            |
| 1965                     | José Pujol                 | Bernard Labourdette     | Ramón Pages                |
| 1966                     | Salvador Canet García      | José Gómez Lucas        | Vicente López Carril       |
| 1967                     | José Luis Uribezubia Velar | Alain Perrot            | José María Beltrán         |
| 1968                     | José Manuel Abellán        | Enrique Sanchidrián     | Enrique Sahagún            |
| 1969                     | Jesús Manzaneque           | José Martínez Esterlich | Antonio Cerda              |
| 1970                     | Luis Pedro Santamarina     | Jesús Manzaneque        | José Antonio González      |
| 1971                     | Ramón Sáez                 | Juan Silloniz Achabal   | Antonio Gómez del Moral    |
| 1972 nie rozgrywano      |                            |                         |                            |
| 1973                     | Jesús Manzaneque           | Vicente López Carril    | Francisco Javier Elorriaga |
| 1974                     | Francisco Javier Elorriaga | Carlos Melero           | Antonio Jiménez Luján      |
| 1975                     | Agustín Tamames            | José Martins Freitas    | Pedro Torres               |
| 1976                     | Francisco Javier Elorriaga | Jesús Manzaneque        | Roger Rosiers              |
| 1977                     | José Nazabal               | Félix Suárez Colomo     | Meinrad Vögele             |
| 1978                     | Jesús Suárez Cueva         | Andrés Oliva            | Felipe Yáñez               |
| 1979                     | Roque Moya                 | Jesús Hiniesto          | Francisco Javier Cedena    |
| 1980                     | Faustino Fernández Ovies   | Isidro Juárez del Moral | Ángel López del Álamo      |
| 1981                     | Antonio Coll               | Juan Fernández          | Francisco Albelda          |
| 1982                     | Carlos Hernández Bailo     | Eddy Vanhaerens         | Jan Jonkers                |
| 1983                     | Pedro Delgado              | José Recio              | Julián Gorospe             |
| 1984                     | José Recio                 | Ángel Arroyo            | Pello Ruiz Cabestany       |
| 1985                     | José Recio                 | Carlos Hernández Bailo  | Jørgen Vagn Pedersen       |
| 1986                     | Stephan Joho               | Mathieu Hermans         | Jörg Müller                |
| 1987                     | Anselmo Fuerte             | Ángel Arroyo            | Reimund Dietzen            |
| 1988                     | Francisco Javier Mauleón   | Mathieu Hermans         | Jaanus Kuum                |
| 1989                     | Iñaki Gastón               | Roberto Torres          | Carlos Hernández Bailo     |
| 1990                     | Nico Emonds                | Iñaki Gastón            | Benny Van Brabant          |
| 1991                     | Edgar Corredor             | Giuseppe Petito         | Andrea Chiurato            |
| 1992                     | Luis Herrera               | Pēteris Ugrjumovs       | Laurent Bezault            |
| 1993                     | Alfonso Gutiérrez          | Peter De Clercq         | Melchor Mauri              |
| 1994                     | Marino Alonso              | Melchor Mauri           | José Rodríguez García      |
| 1995                     | Fernando Escartín          | Aitor Garmendia         | Laudelino Cubino           |
| 1996                     | Melchor Mauri              | Aitor Garmendia         | Juan Carlos Domínguez      |
| 1997                     | Aitor Garmendia            | Mikel Zarrabeitia       | Abraham Olano              |
| 1998                     | Aitor Garmendia            | Daniel Clavero          | Íñigo Cuesta               |
| 1999                     | Juan Carlos Domínguez      | José María Jiménez      | Leonardo Piepoli           |
| 2000                     | Leonardo Piepoli           | Aitor Garmendia         | Bingen Fernández           |
| 2001                     | Juan Carlos Domínguez      | Roberto Heras           | Aleksandr Szefier          |
| 2002                     | Leonardo Piepoli           | Aleksandr Szefier       | Aitor Osa                  |
| 2003                     | Leonardo Piepoli           | Gilberto Simoni         | Manuel Beltrán             |
| 2004                     | Stefano Garzelli           | Dienis Mieńszow         | Leonardo Piepoli           |
| 2005                     | Rubén Plaza                | Luis Pérez Rodríguez    | Charles Wegelius           |
| 2006-2017 nie rozgrywano |                            |                         |                            |
| 2018                     | Javier Moreno              | Mikel Bizkarra          | Rein Taaramäe              |
| 2019                     | Eduard Prades              | Jewgienij Szałunow      | Rein Taaramäe              |